# 高木豊 (物理学者)
高木 豊（たかぎ ゆたか、1914年7月7日 - 2005年5月14日）は日本の物理学者。特に強誘電体の研究者として有名である。東京工業大学、名古屋大学、大同工業大学（現在の大同大学）で教授を務めた。

## 生涯
1914年、現・大韓民国の釜山市で生まれた。旧制福岡高等学校を経て東京帝国大学（現・東京大学）に入学。1937年、同大学理学部物理学科を卒業し、授業担当の嘱託を経て1939年に理学部講師に就任。ここでエントロピーを計算する「高木の方法」を開発し、合金の規則-不規則転移を統計力学的に導いた。また、スレーターモデルを拡張して強誘電体であるKH2PO4の相転移を考察している。
1942年に第二工学部講師となり、高温まで連続で測定できる断熱型比熱測定法を開発し、「長崎-高木断熱計」と名付けられた。助教授の後、1948年に東京工業大学教授となる。ここではペロブスカイト構造を持つ酸化物の研究を行ない、特にチタン酸バリウムなどを対象とした。この中でジルコン酸鉛（PbZrO3）が反強誘電体であることを発見している。
1944年、理学博士（東京大学）の学位を取得。論文の題は「二元合金の統計理論(英文)」。 
1959年に日本原子力研究所に移り、原子炉材料物性や照射損傷の研究を行なった。1966年からは名古屋大学教授となり、1978年の定年後は大同工業大学の教授に就任した。2005年5月14日、大腸癌のため90歳で死去。